# 41a edició dels Premis Sant Jordi de Cinematografia
La 41a edició dels Premis Sant Jordi de Cinematografia va tenir lloc el 23 d'abril de 1997 als estudis de TVE Catalunya a Sant Cugat del Vallès i fou emesa per La 2 el 25 d'abril següent. Un jurat compost per crítics i periodistes cinematogràfics de Barcelona va decidir mitjançant votació els qui eren els destinataris dels premis Sant Jordi que Ràdio Nacional d'Espanya-Ràdio 4 (RNE) concedeix anualment al cinema espanyol i estranger en els diferents apartats competitius i que en aquesta edició distingien a les pel·lícules estrenades al llarg de l'any 1996. Els premis als millors actors estrangers foren recollits pels seus dobladors, Vicky Peña i Pep Anton Muñoz. L'acte fou presentat per Susanna Griso i Magín Revillo, i va comptar amb la presència del conseller de cultura Joan Maria Pujals i l'alcalde de Sant Cugat del Vallès, Joan Aymerich i Aroca.

## Premis Sant Jordi

### Premis competitius
| Categoria                              | Premiat                      | Labor premiada           |
| -------------------------------------- | ---------------------------- | ------------------------ |
| Millor pel·lícula espanyola            | Coses que no et vaig dir mai | Pel·lícula               |
| Millor actor en pel·lícula espanyola   | Luis Cuenca García           | La buena vida.           |
| Millor actriu en pel·lícula espanyola  | Terele Pávez                 | La Celestina             |
| Millor ópera prima                     | Icíar Bollaín                | Hola, ¿estás sola?       |
| Millor pel·lícula estrangera           | To Vlemma tu Odissea         | Pel·lícula               |
| Millor actor en pel·lícula estrangera  | Steve Buscemi                | Fargo Living in Oblivion |
| Millor actriu en pel·lícula estrangera | Brenda Blethyn               | Secrets i mentides       |

### Premis honorífics
| Categoria                           | Premiat                                      | Labor premiada                          |
| ----------------------------------- | -------------------------------------------- | --------------------------------------- |
| Premi a la trajectòria professional | Carles Balagué i Mazón                       | Per la seva aportació al Méliès Cinemes |
| Premi del jurat                     | Mostra de Cinema Llatinoamericà de Catalunya | Festival                                |

## Roses de Sant Jordi
Una vegada més es van lliurar les dues roses de Sant Jordi, premis concedits per votació popular entre els oïdors de Ràdio 4que recompensen a les que el públic considera millors pel·lícules nacional i estrangera.
| Categoria                    | Premiat |
| ---------------------------- | ------- |
| Millor pel·lícula espanyola  | Tesis   |
| Millor pel·lícula estrangera | Seven   |